# Ósme życie
Ósme życie (dla Brilki) (niem. Das achte Leben (Für Brilka)) – powieść gruzińskiej pisarki Nino Haratischwili, wydana w 2014 roku w Niemczech. Napisana z epickim rozmachem saga rodzinna, ukazująca losy potomków gruzińskiego fabrykanta czekolady na tle burzliwej historii XX wieku.

## Geneza
Powieść w jednym tomie, liczącym sobie 1280 stron, wydana została w Niemczech w 2014 r.. Niemiecka krytyka i czytelnicy odebrali ją bardzo dobrze. Młoda pisarka jest z pochodzenia Gruzinką, ale swój czas dzieli między ojczyznę i Niemcy, gdzie pierwszy raz wyjechała w wieku 12 lat i mieszkała z mamą przez dwa lata, a potem wróciła na studia. Teraz te dwa kraje łączy praca i przyjaciele, których ma w obu państwach.
Autorka otrzymała stypendium od Fundacji im. Roberta Boscha, dzięki któremu przez dwa lata zbierała materiały, podróżując po Gruzji i Rosji i rozmawiając z ludźmi. Dużym zaskoczeniem było dla niej odkrycie, że chociaż działo się wiele okropnych rzeczy, a wydarzenia historyczne przysporzyły wiele cierpienia, to dobro funkcjonowało równolegle ze złem. Zwróciła też uwagę, na sieć wzajemnych powiązań i zależności politycznych i to jak wpływała ona na indywidualne losy i chcąc opowiedzieć tylko jedną historię, przy okazji musimy przytoczyć wiele innych, bo te łączące się relacje są tak istotne, że główna historia bez nich nie może istnieć.
Haratischwili wydała Ósme życie w języku niemieckim, w którym przygotowała narrację i całą strukturę powieści. Materiały źródłowe, z których korzystała, były w trzech językach: gruzińskim, niemieckim i rosyjskim. Druk powieści o tak dużej objętości stron wymagało od wydawnictwa Frankfurter Verlagsanstalt sprowadzenia specjalnego papieru z Francji. Wydanie polskie ukazało się podzielone na dwie części. Pierwszy tom ukazał się 18 maja 2016 roku, a drugi 18 października, tego samego roku, nakładem wydawnictwa Otwarte.

## Fabuła
Powieść ukazuje losy potomków gruzińskiego wytwórcy czekolady, który zasłynął w carskiej Rosji. Głównymi bohaterkami są kobiety z rodziny Jaszi, które musiały mierzyć się nie tylko z osobistymi dramatami, ale też największymi tragediami w dziejach Europy: obiema wojnami światowymi, rewolucję październikową, stalinowskim terrorem. Historia rodziny sięga  początku XXI w. i zatacza szeroki krąg, od wybrzeży gruzińskich Morza Czarnego po Paryż, Berlin i Londyn. Losy babek, matek i córek skłaniają czytelnika do zastanowienia się nad wpływem przeszłości na teraźniejszość, ukazując przy okazji przemiany gruzińskiego społeczeństwa.
Tytuł książki sugeruje osiem żyć, jednak Haratischwili opisała siedem, jedno pozostawiając jako niewiadomą. Bohaterką, której losów nie opisała jest Brilka. Dzięki temu autorka chciała uzyskać otwarte zakończenie. Nice, która jest narratorką, opowiada różne historie Brilce mając nadzieję, że jej losy potoczą się inaczej i, że nie będzie obarczona rodzinnym balastem, niczym czysta, niezapisana jeszcze karta. To właśnie ona widnieje w podtytule książki ujęta w cudzysłów. Jest ostatnim potomkiem rodziny, siostrzenicą Nicy. Na początku powieści ukazana jest jako dwunastoletnia, neurotyczna dziewczynka, wychowywana przez dziadków. Outsiderka z wielką fantazją, bujną wyobraźnią i mnóstwem marzeń.
Powieść zawiera wiele faktów, cierpienia i brutalności, dla których przeciwwagą jest motyw czekolady, unoszący się nad książką jakby miał osładzać wszystkie tragedie. Kreuje element zmysłowy, niemal bajkowy. W rodzinie potomków właściciela fabryki czekolady, tylko kobiety znają tajny przepis na uzależniające i kojące kakao. Ósme życie to piękny głos młodego pokolenia, przypominający o wciąż żywej europejskiej historii. Autorka napisała epicką powieść, z żywo ukazanymi bohaterami, których zawiłe losy i wielkie namiętności oddała w plastycznym stylu.
Książkę otwiera motto – przysłowie gruzińskie: „Bywa, że rządzą czasy, nie królowie”.

## Nagrody
Nino Haratischwili otrzymała za powieść między innymi Lessing-Preis der Freien und Hansestadt Hamburg i Bertolt-Brecht-Literaturpreis.

## Teatr
W 2018 roku książka doczekała się scenicznej adaptacji w Teatrze Talia w Hamburgu. Przedstawienie, trwające 4 godziny 55 minut, zostało podzielone na dwie części (część 1: 2,15 min / część 2: 2,20 min). Autorami wersji adaptacyjnej są: Julia Loke i Emilia Linda Heinrich.